# The Missing Years
The Missing Years är ett musikalbum av John Prine, utgivet 1991. Det var hans tionde studioalbum och utgavs på Prines skivbolag Oh Boy Records. Producent för skivan var Howie Epstein, vid tiden basist i Tom Petty & the Heartbreakers. Albumet kom att tilldelas en Grammy i kategorin "Best Contemporary Folk Album".

## Låtlista
(upphovsman inom parentes, övriga av John Prine)
1. "Picture Show" (med Tom Petty) – 3:22
2. "All the Best" – 3:28
3. "The Sins of Memphisto" – 4:13
4. "Everybody Wants to Feel Like You" (Prine, Keith Sykes) – 3:09
5. "It's a Big Old Goofy World" – 5:10
6. "I Want to Be With You Always" (Jimmy Beck, Lefty Frizzell) – 3:01
7. "Daddy's Little Pumpkin" (Prine, Pat McLaughlin) – 2:41
8. "Take a Look at My Heart" (ft. Bruce Springsteen) (John Mellencamp, Prine) – 3:38
9. "Great Rain" (Prine, Mike Campbell) – 4:08
10. "Way Back Then" – 3:39
11. "Unlonely" (ft. Bonnie Raitt) (Prine, Roger Cook) – 4:35
12. "You Got Gold" (Prine, Sykes) – 4:38
13. "Everything Is Cool" – 2:46
14. "Jesus the Missing Years" – 5:55